# Kalitwienskaja
Kalitwienskaja (ros. Калитвенская) – stanica w Rosji, w obwodzie rostowskim, w rejonie kamieńskim. W 2010 liczyła 1041 mieszkańców.